# Ekādaśamukha
Dans le bouddhisme, Ekādaśamukha (sanskrit : एकादशमुख, littéralement "Onze-Visages"; chinois traditionnel : 十一面觀音; chinois simplifié : 十一面观音; pinyin : Shíyīmiàn Guānyīn; japonais : 十一面観音, Jūichimen Kannon) est un bodhisattva et une manifestation d'Avalokiteśvara (connu en chinois sous le nom de Guanyin), compté comme l'une des six formes (en) du bodhisattva qui représentent le salut offert aux êtres parmi les six royaumes du saṃsāra. Parmi ces incarnations, Ekādaśamukha est censé sauver ceux du royaume des asura.
Ekādaśamukha est parfois également appelé Avalokiteśvara de la Grande Lumière universellement brillante (大光普照觀世音; Ch. Dàguāng Pǔzhào Guānshìyīn ; Jp. Daikō Fushō Kanzeon ).
Ekādaśamukha est intégrée au Kumano Gongen, vénéré dans les sanctuaires de Kumano à travers le Japon, où elle est souvent identifiée à Amaterasu (Nyakuichiōji).
En outre, elle fait partie des Kasuga no Kami où elle est identifiée comme Himegami,.

## Origines historiques

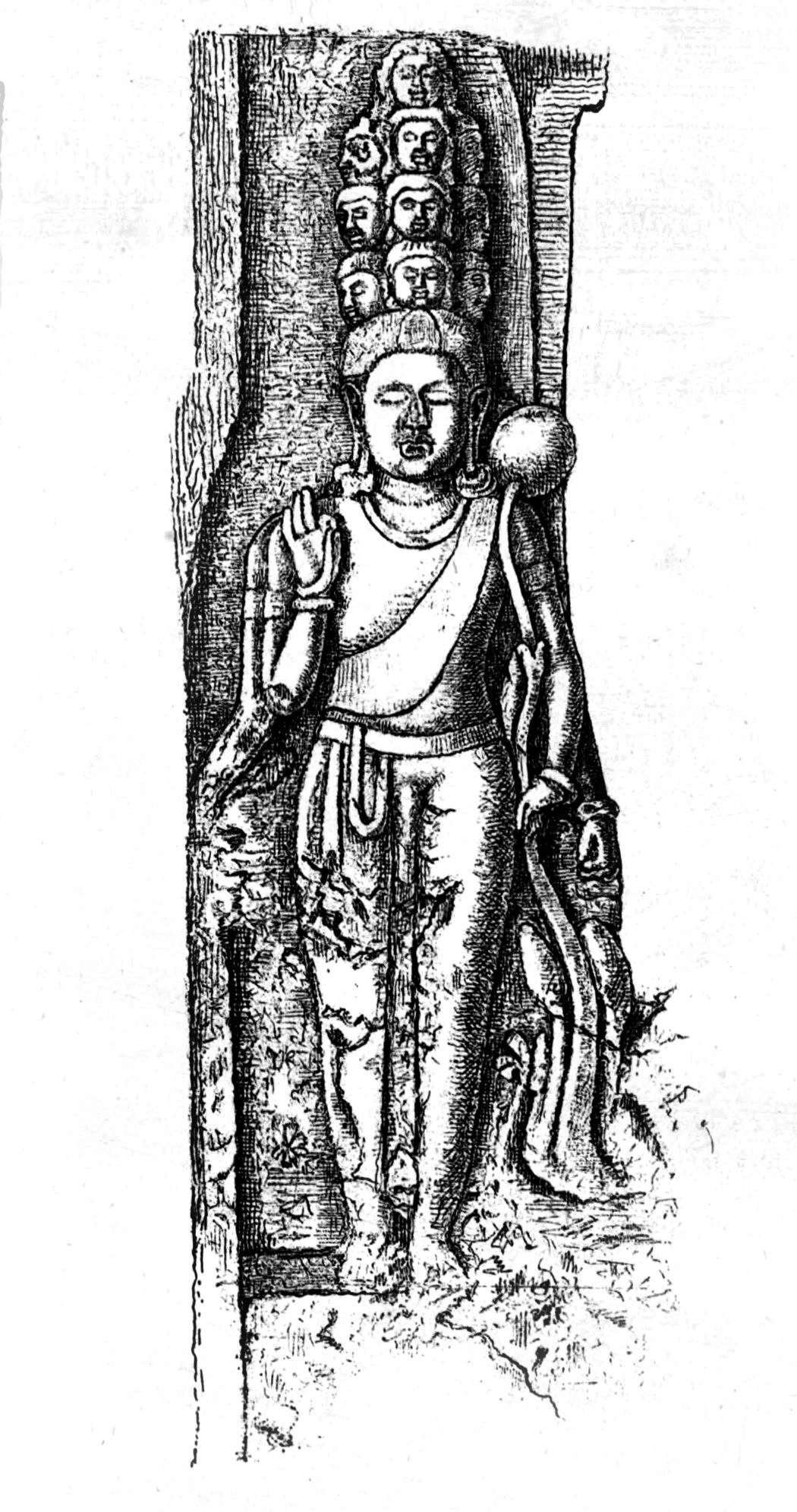
Dessin du relief d'Ekādaśamukha dans la grotte 41 de Kanheri, Mumbai, Maharashtra

Bien que généralement classé comme une forme ésotérique ou tantrique du bodhisattva, le type à onze têtes ( ekādaśamukha ) est considéré comme l'une des premières représentations iconographiques d'Avalokitesvara à se développer, antérieure à l'émergence du bouddhisme Vajrayāna.  Son origine exacte n'est pas claire, bien que certains auteurs comme Lokesh Chandra l'aient associé aux onze Rudras de la mythologie védique et hindoue.   On sait que certains aspects du dieu hindou Shiva (Rudra) et des éléments du shaivisme ont tous deux influencé et incorporé dans le bouddhisme, jouant un rôle dans le développement du culte d'Avalokiteśvara.  
Une sculpture en relief à Kanheri (grotte 41) représentant Avalokiteśvara à onze têtes, datant de la fin du Ve siècle au début du VIe siècle, est non seulement le premier exemple connu de ce type iconographique mais aussi la seule image d'Ekādaśamukha qui a survécu en Inde.   Les représentations artistiques de cette forme sont plus nombreuses en Asie de l'Est : elle est apparemment l'une des formes d'Avalokiteśvara les plus populaires à Dunhuang, juste derrière sa forme aux mille bras ou Sahasrabhuja (elle-même un dérivé du type Ekādaśamukha), à en juger par le nombre de peintures du bodhisattva trouvées là-bas. Au Japon, Ekādaśamukha a également historiquement joui d'une grande popularité, avec des images du bodhisattva étant installées comme centre principal de vénération (honzon (en)) dans de nombreux temples.

## Symbolisme

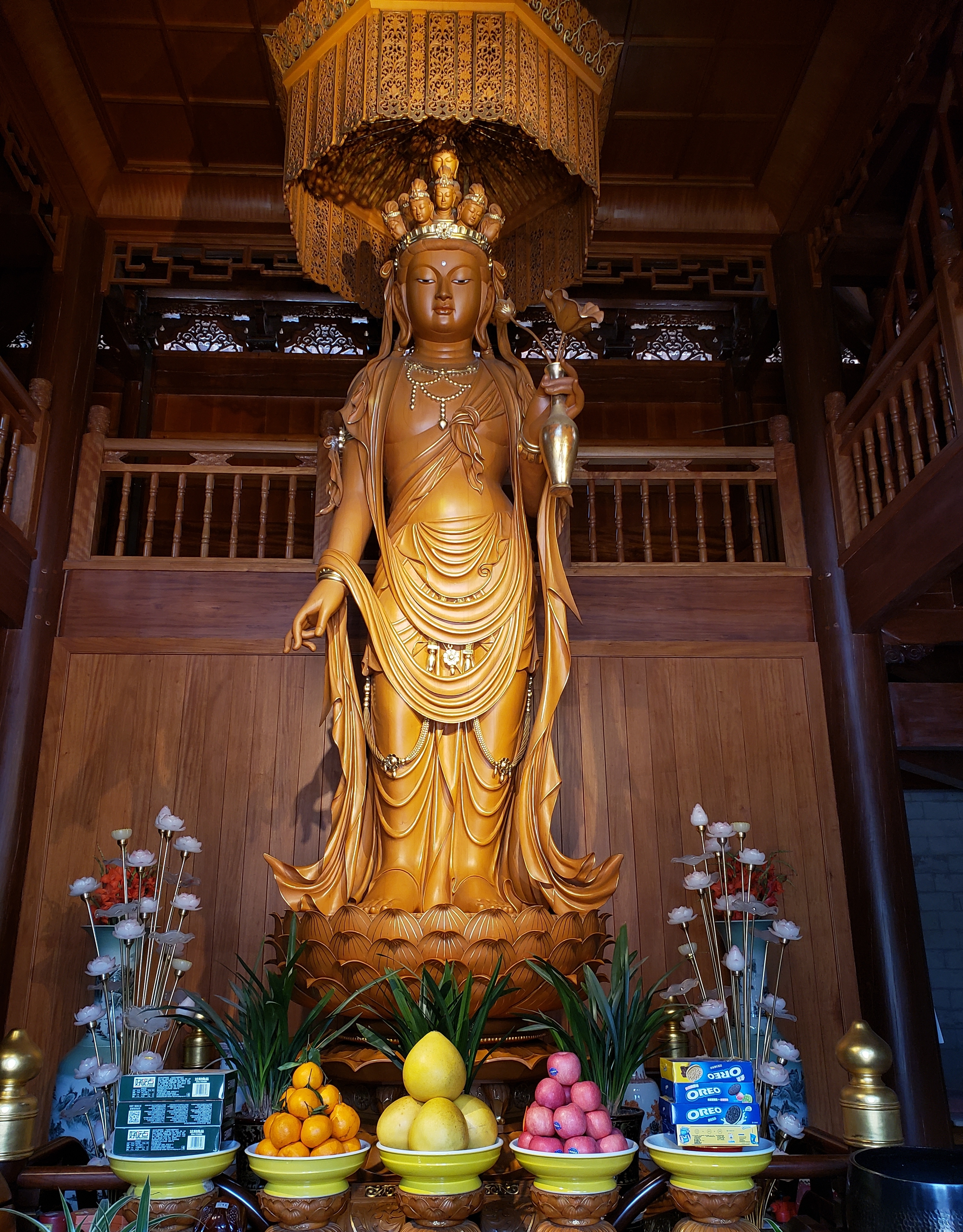
Statue d'Ekādaśamukha (Shíyīmiàn Guānyīn) à Yinzhou, Ningbo, Chine

Une interprétation suggère que les onze visages d'Ekādaśamukha symbolisent les dix étapes (bhūmis) du chemin du bodhisattva et incarnent la bouddhéité elle-même.
Une autre interprétation, quant à elle, interprète les onze têtes comme symbolisant les onze types d'ignorance ( avidyā ) qui tourmentent les êtres sensibles et que le bodhisattva supprime. 
Dans certaines représentations, Ekādaśamukha apparaît avec douze têtes au lieu de onze, la tête principale n'étant pas incluse dans le compte, ce qui est interprété comme symbolisant les douze liens (nidānas) de l'origine conditionnée.

## Histoires concernant Ekādaśamukha
La tradition bouddhiste offre diverses explications sur la façon dont Avalokiteśvara a obtenu onze têtes. Une histoire raconte que la tête et les bras d'Avalokiteśvara se sont brisés en morceaux lorsqu'il a découvert l'étendue de la méchanceté et de la souffrance dans le monde et qu'il a été submergé de chagrin en conséquence. Le Bouddha Amitābha, voyant le sort d'Avalokiteśvara, le rétablit en lui donnant onze têtes et mille bras pour aider les êtres sensibles. Dans une autre histoire, Avalokiteśvara aurait pris cette forme à onze têtes pour maîtriser et convertir un fier démon rakshasa à dix têtes. 

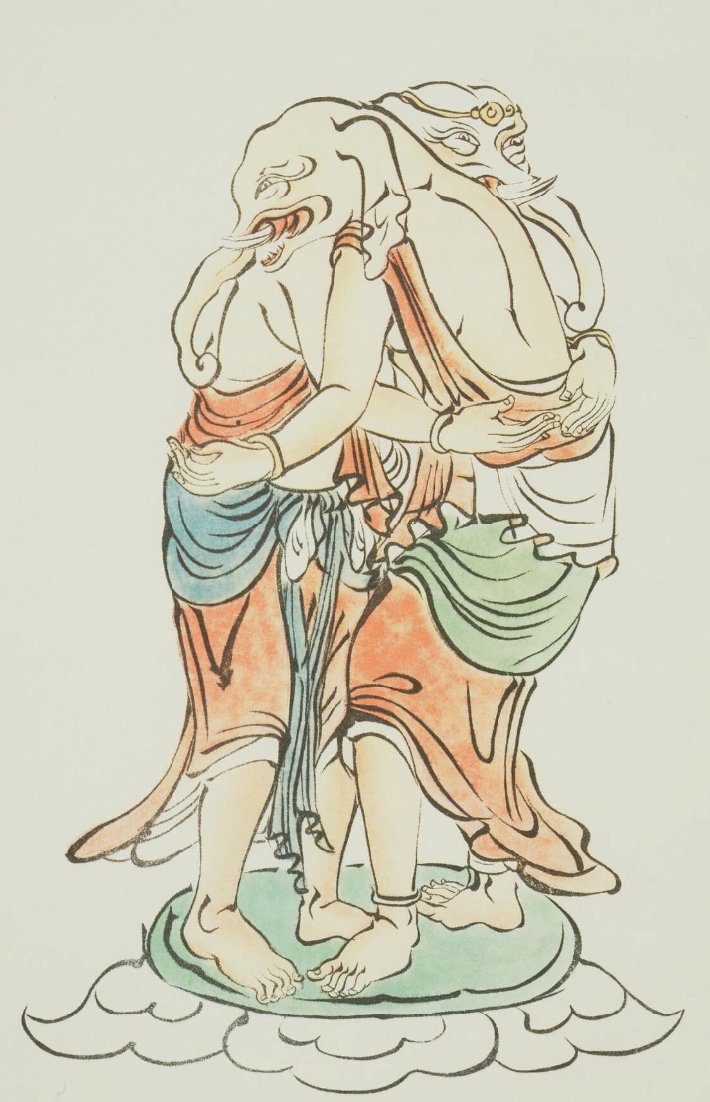
Vināyaka (Kangiten en japonais)

Ekādaśamukha est étroitement associé à la divinité à tête d'éléphant Vināyaka, l'analogue bouddhiste de la divinité hindoue Ganesh. Certaines histoires racontent que Vināyaka était à l'origine un roi démon malveillant qui régnait sur une horde de démons obstructeurs appelés vināyakas. Il fut finalement apprivoisé par Avalokiteśvara, qui prit la forme d'une démone à tête d'éléphant et l'étreignit, lui faisant ainsi atteindre une grande béatitude et abandonner ses voies maléfiques. Ces légendes constituent le mythe originel de l'image "à double corps" de Vināyaka, qui montre deux figures à tête d'éléphant (interprétées comme Vināyaka et sa compagne, l'incarnation d'Avalokiteśvara aux onze têtes) s'étreignant mutuellement.  

## Iconographie
Comme indiqué ci-dessus, Ekādaśamukha peut être représenté avec onze ou douze têtes (c'est-à-dire que la tête principale n'est pas comptée).
Sur les onze visages, trois arborent une expression bienveillante et sereine caractéristique des représentations de bodhisattvas, trois arborent un visage courroucé, trois sourient avec des crocs dépassant de la bouche, un rit bruyamment, tandis que la dernière tête, la plus haute, est celle d'un Bouddha, arborant une attitude calme et un bouton de tête ( uṣṇīṣa ).

## Bija et mantra
La bījā ou syllabe graine utilisée pour représenter symboliquement Ekādaśamukha est ka ( Siddhaṃ : ; Devanagari : क; traditionnellement lu en japonais comme kya ).
Plusieurs mantras et dhāraṇīs sont associés au bodhisattva. Les deux mantras couramment employés dans la tradition japonaise sont les suivants :
| Sanskrit (romanisé)        | Japonais (romanisé)                  |
| -------------------------- | ------------------------------------ |
| Oṃ mahākāruṇika Svaha (en) | Sur makakyaronikya sowaka            |
| Oṃ lokeśvara hrīḥ (svāhā)  | Sur rokeiji(n)bara kiriku (sowaka) , |

### Ouvrages cités
- Lokesh Chandra, The Thousand-armed Avalokiteśvara, Volume 1, Abhinav Publications, 1988 (ISBN 9788170172475)
- Bernard Faure, Protectors and Predators: Gods of Medieval Japan, Volume 2, University of Hawaii Press, 2015 (ISBN 978-0-8248-5772-1)
- Gokhale, « Eleven-Headed Avalokiteśvara from Kanheri », Annals of the Bhandarkar Oriental Research Institute, vol. 68, nos 1/4,‎ 1987, p. 371–376 (JSTOR 41693334, lire en ligne)
- (ja) Shukai Haneda, あなたの願いを叶える 最強の守護神 聖天さま (Anata no negai o kanaeru saikyō no shugoshin: Shōden-sama), Daihōrinkaku,‎ 2017 (ISBN 978-4-8046-1394-9)
- Kenneth D. Lee, The Constant and Changing Faces of the Goddess: Goddess Traditions of Asia, Cambridge Scholars Publishing, 2009, 65–80 p. (ISBN 9781443807029), « Kannon: The Goddess of Compassion in Japan »
- (ja) Baiei Henmi, 観音像 (Kannon-zō), Seishin Shobō,‎ 1960
- Tove E. Neville, Eleven-headed Avalokiteśvara: Chenresigs, Kuan-yin, Or Kannon Bodhisattva: Its Origin and Iconography, Munshiram Manoharlal Publishers, 1999 (ISBN 9788121504577)
- (ja) Gijō Ōmori, 実修真言宗の密教と修行 (Jisshū Shingon-shū no mikkyō to shūgyō), Gakken Publishing,‎ 2010 (ISBN 978-4-0540-4524-8, lire en ligne)
- James H. Sanford, Ganesh: Studies of an Asian God, State University of New York, 1991 (ISBN 0-7914-0657-1, lire en ligne), « Literary Aspects of Japan's Ganesha Cult »
- Henrik H. Sørensen, Buddhism in Central Asia I: Patronage, Legitimation, Sacred Space, and Pilgrimage, Brill, 2020, 250–284 p. (JSTOR 10.1163/j.ctv2gjwt66.12, lire en ligne), « Chapter 4: Donors and Esoteric Buddhism in Dunhuang during the Reign of the Guiyijun »
- Paul Williams, Mahāyāna Buddhism: The Doctrinal Foundations, Psychology Press, 1989 (ISBN 9780415025379)